# Horrorcore
Horrorcore, nazywany także horror hip hop, horror rap, death hip hop, lub death rap – podgatunek hip-hopu powstały na początku lat 80. XX wieku w Stanach Zjednoczonych.

## Opis
Horrorcore wyróżnia się na tle innych podgatunków hip-hopu przede wszystkim warstwą liryczną, która oscyluje wokół przemocy, makabry, sztuki transgresyjnej, sztuki gotyckiej czy podobnych tematów związanymi z horrorem, jak np.: sadyzm, seks, śmierć, narkotyki, choroby psychiczne, satanizm, samookaleczenie, samobójstwa, kanibalizm, morderstwa, tortury, gwałt itp. Częste jest również w tekstach nawiązywanie do filmów czy książek grozy, jak i stosowanie czarnego humoru. Horrorcore jest niekiedy, pod względem lirycznym, porównywany do death metalu, przez co niektórzy określają ten gatunek muzyki jako „death rap”.
Podkłady muzyczne często zawierają riffy gitarowe i motywy samplowane ze ścieżek dźwiękowych do filmów grozy.

## Wykonawcy horrorcore

### W Polsce
- Nagły Atak Spawacza[6]
- Słoń[7]
- Kaliber 44[6]
- Kuki
- A Jezusowi Kazali Spać

### W Stanach Zjednoczonych
- Insane Clown Posse[8]
- Three 6 Mafia[9]
- Gravediggaz[5]
- Brotha Lynch Hung[5]
- Necro[5]
- Ill Bill[5]
- Esham[5]
- Psychotrop[5]
- Kool Keith[2]
- Lil Revive[10]
- Flatlinerz
- SpaceGhostPurpp

### W Holandii
- Dope D.O.D.[11]